# Ho scelto te
Ho scelto te è un singolo della cantante italiana Erica Mou, pubblicato nel 2015 ed estratto dall'album Tienimi il posto.

## Video
Il video della canzone è diretto da Tiziano Russo.

## Tracce
1. Ho scelto te – 2:49